# Kläder och mode i Sverige 1850–1900
Kläder och mode i Sverige 1850–1900 präglades av en enhetligare och simplare klädedräkt för männen, samtidigt som kvinnans klädedräkt tvärtom blev alltmer onaturlig, praktfull och påkostad. Den industriella revolutionens framfart i Sverige på 1800-talet gjorde att textilindustrin utvecklades mycket och på så sätt blev kläder en konsumtionsprodukt som blev allt mer tillgänglig.

## Modets spridning
För att skapa ett mode måste en klädstil sprida sig och följas av många. Under 1800-talet underlättades en sådan spridning tack vare den allt större modepressen, då modet spreds genom tidningar och fotografier och snarare än av pandoradockor, som tidigare. Framförallt franska modetidningar som Le Follet blev internationellt populära, men även inhemska modetidningar uppkom runtom i världen: i Sverige utgavs under denna tid Nyaste Journal för Damer (1854-64), Freja: illustrerad skandinavisk modetidning (1873-1902) och Skandinavisk modetidning (1888-89). Samlingen och spridningen av bilder på mode och tidningar med ritade plagg blev större på grund av de mer utvecklade tryckteknikerna. Detta ledde till att fler människor kunde ta till sig det nya modet och att modemedvetenheten inte bara blev ett fenomen bland kungligheter och överklassen, utan även började genomsyra samhället som helhet.
Den industriella revolutionen började på riktigt ta fart i Sverige runt mitten av 1800-talet vilket ledde till att nya företag växte. Textilindustrins produktion av kläder på 1870-talet kom att öka markant, eftersom kläder började produceras i fabriker och snarare än för hand. Dessa fabrikssydda kläder ledde till att kläder blev en mer kommersiell vara.   Ägarna av dessa fabriker och andra industrier ville visa sin status och välstånd genom att klä sig och sin familj enligt modet (något som var särskilt märkbart för deras hustrur, eftersom mansmodet under 1800-talet var så enkelt), vilket bidrog till att driva den allt större kommersialiseringen, spridningen och utvecklingen av modet framåt.

### Påverkan
Parallellt med spridningen av modet uppkom också en motreaktion. Dräktreformrörelsen var en rörelse som uppkom i USA med huvudsyfte att reformera kvinnors klädsel, eftersom den då moderna kvinnoklädseln var skadlig för hälsan, bland annat på grund av korsetten.  
Dräktreformrörelsen kom att etableras i Sverige 1886, då Svenska drägtreformföreningen bildades, och var en av anledningarna till att hårdsnörda korsetter blev omoderna i Sverige. Dräktreformrörelsen influerade så småningom utvecklingen av kvinnomodet mot en mer hälsosam och naturlig klädstil, även om den inte uppnådde alla sina mål under sin verksamhetstid:  det var först i början av 1900-talet som den uppnådde flera av sina mål, och det var då främst för att idrott då slutligen blivit modern och accepterat för kvinnor.

## Kvinnor

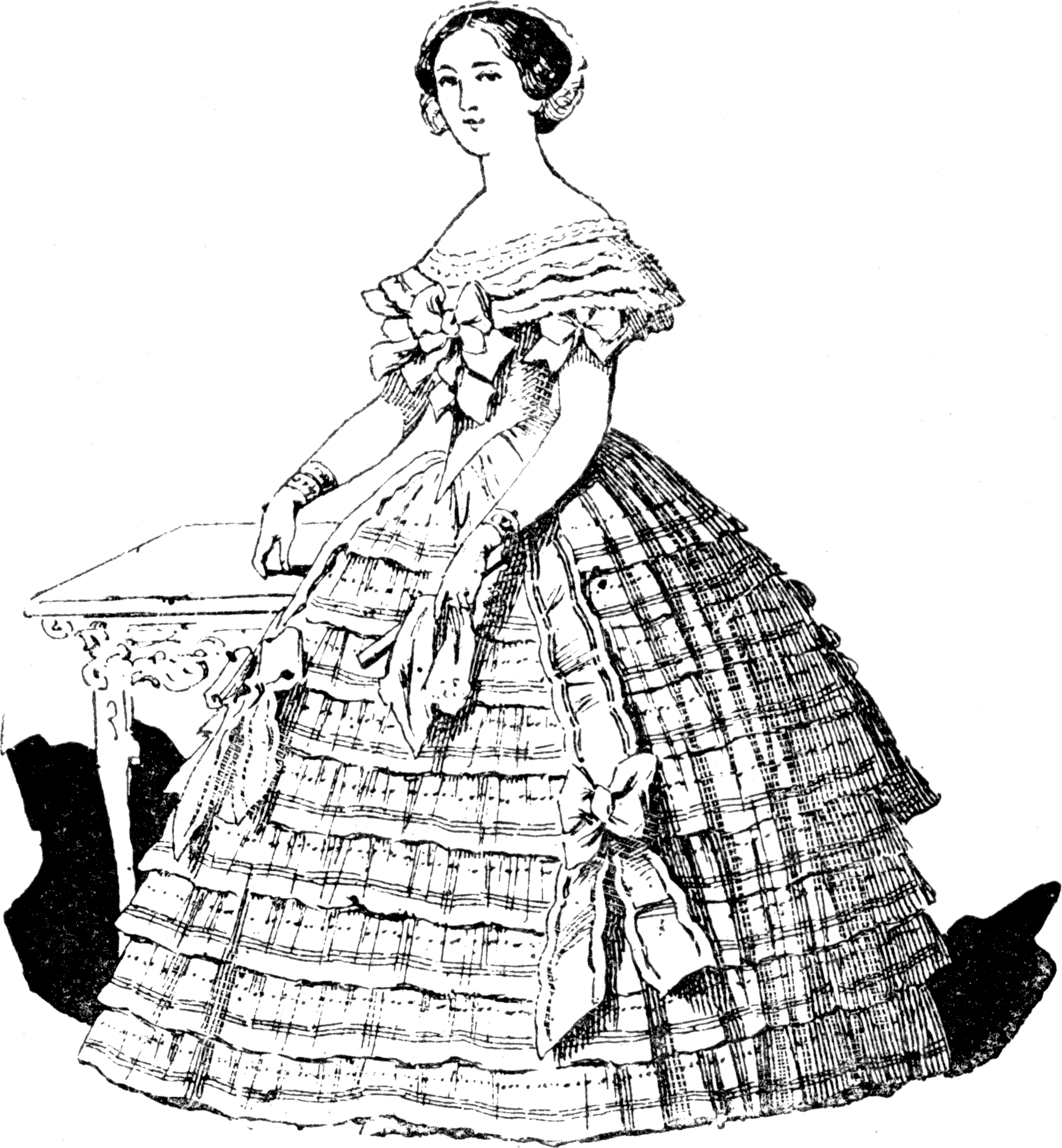
Kvinna i klänning med krinolin under, från 1865

Modet har historiskt ofta inneburit en strävan att omskapa och omforma kroppen efter rådande ideal som bröt mot den naturliga mänskliga kroppens silhuett, eller överdriva dess naturliga former, och efter några årtionden av ett mer naturligt mode, blev denna tendens särskilt märkbar igen på kvinnomodet under 1800-talets andra hälft, en effekt som åstadkoms genom underplagg av olika slag.  
Korsetten bars från cirka 1830 och därefter under hela seklet, och midjan skulle under hela perioden vara mycket smal, ett ideal som var särskilt starkt under andra hälften av seklet.  Den kvinnliga timglasfiguren med smal midja och breda höfter, som åstadkoms med kjolar och korsett, symboliserade fertilitet och status, och klädernas främsta uppgift var att attrahera friare, då det kvinnliga idealet under denna tid var äktenskapet. 
Sedan 1830-talet hade modet uppvisat en tendens till vidare kjolar, och under 1840-talet bars allt fler underkjolar för att åstadkomma den önskade vidden, fram till att de under 1850-talet utkonkurrerades av Krinolinen.  Krinolinen var en stålställning som gav kjolen den önskade formen.  Krinolinen uppfattades av samtiden som en framgång: även om den krävde hjälp att ta på sig och var klumpig på grund av all plats den krävde, innebar krinolinen att bäraren kunde röra sina ben fritt under krinolinen och slapp alla de lager av tunga och otympliga stärkta underkjolar, som tidigare hade burits för att ge kjolen dess önskade form.

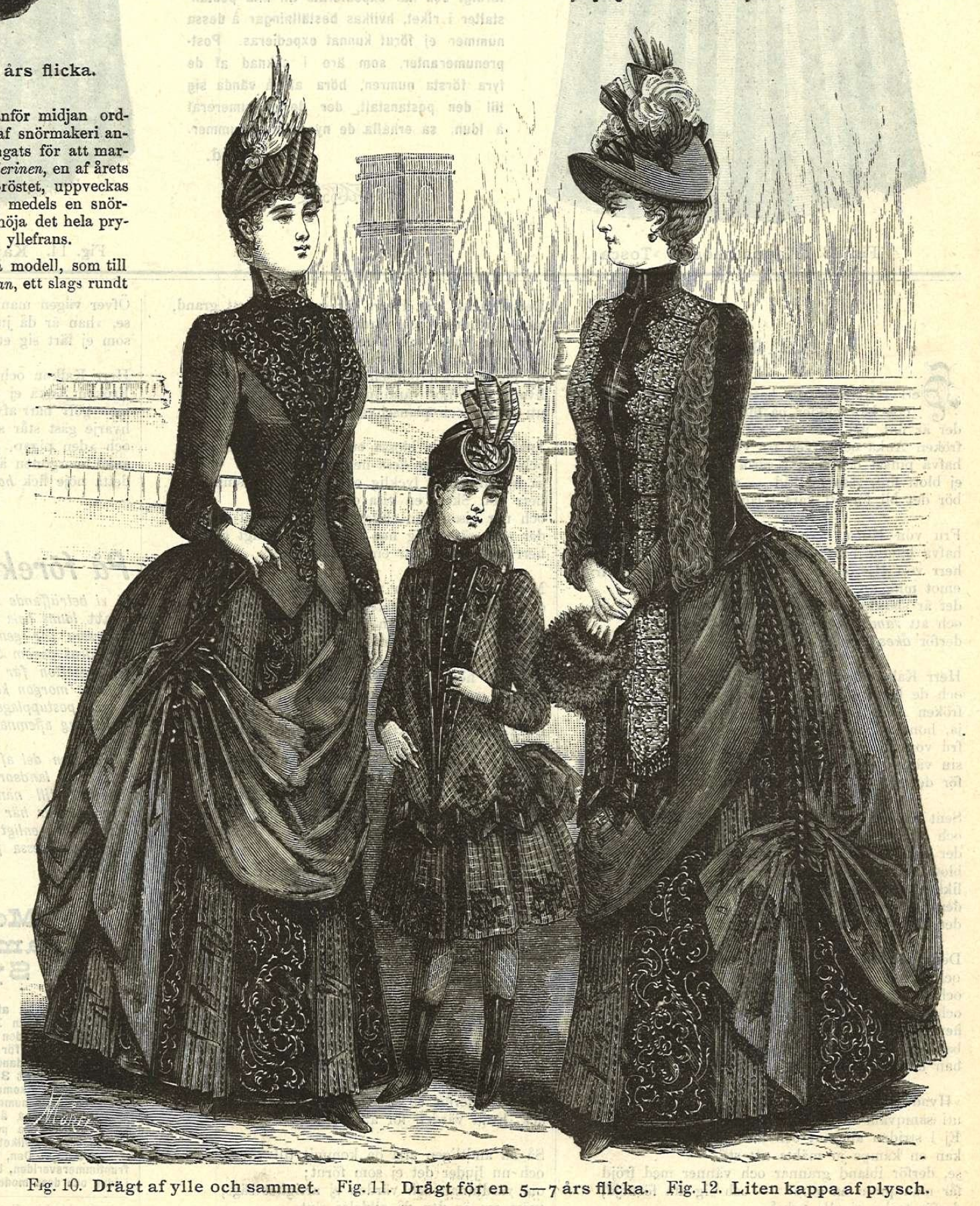
Turnyrklädda kvinnor ur tidningen Idun, nummer 8 den 24 februari 1888

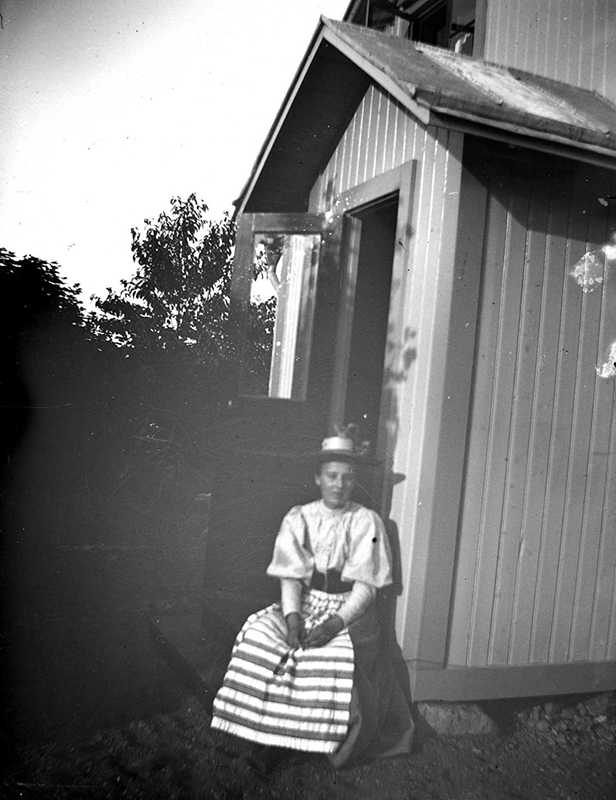
Porträtt av en kvinna i vit blus med fårbogsärmar (modernt på 1890-talet), mörk kjol och randigt förkläde.

Krinolinen uppfanns 1856. Den var cirkelrund under 1850-talet, för att under 1860-talet bli trattformad och alltmer koncentrerad på baksidan, med ett större omfång av tyg över stussen och nertill på kjolen.  Denna utveckling av formen resulterade i att krinolinen 1870 utvecklades till turnyren, då kjolens volym skulle ligga över stussen. Turnyren byttes 1877 ut mot en slankare profil, för att 1882 åter få ett uppsving tills den slutligen försvann 1889. Under 1890-talet var kjolarna smalare, och dess vidd mer jämnt fördelad runt kroppen.
En av de modetrenderna som fick sitt genomslag i slutet av 1800-talet var blusen. Blusen lånades från männens klädedräkt under 1860-talet och anpassades sedan för att kunna accepteras som damplagg, och den kom att bli ett enormt populärt vardagsplagg under 1800-talets andra hälft. Under 1890-talet var blusen särskilt populär: den var då heltäckande, med hög hals och krage, med långa ärmar och vida puffärmar, så kallade fårbogsärm, ovanför armbågen. Den typiska 1890-talsmodet var att bära en sådan blus till en rak långkjol med skärp och hatt. 

## Män

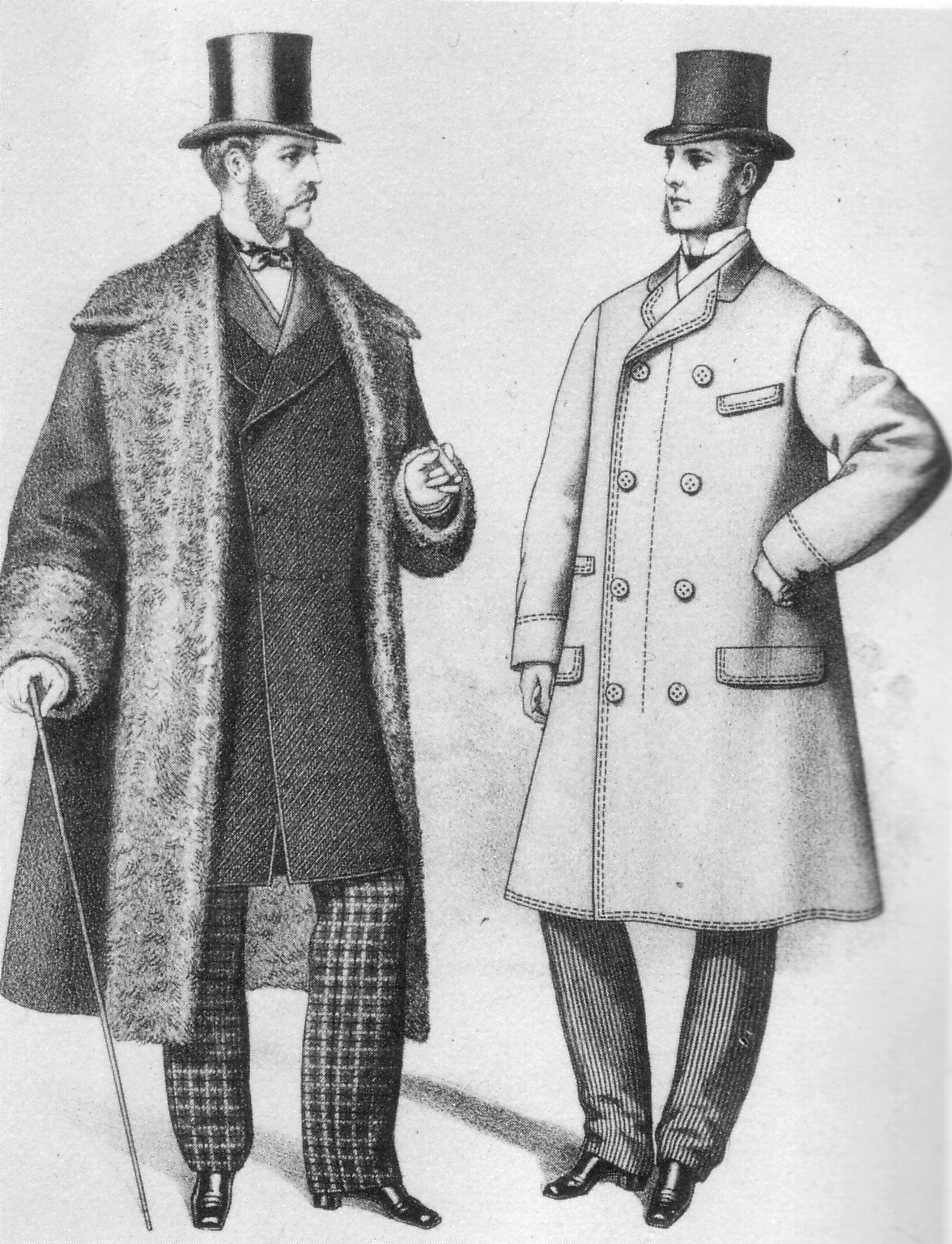
Exempel på mäns klädedräkt 1872.

Den moderna mansdräkten under senare delen av 1800-talet bestod av kavajkostymen, som började användas mer och mer runt 1860-talet. Denna bestod av långa kostymbyxor, väst och kavaj och skulle framhäva sättet på vilket man ville att männen skulle se ut. Axlarna skulle ofta var stora och framträdande, likadant med bröstpartiet, vilket gick hand i hand med det mansidealet om att männen skulle vara stora och starka, som fanns under tidsperioden. Männens klädedräkt skulle vara mer enhetlig och “renare”, vilket innebar att kavajkostymen skulle vara mörk och enfärgad eller kritstrecksrandig. På grund av att mansdräkten kom att bli så rak, “enkel” och enhetlig var de första kläderna man kunde köpa helt färdigsydda, istället för att männen behövde gå till en sömmerska och få dem uppsydda. Kavajen, till exempel, behövde inte ha mannens exakta mått utan det gick bra att köpa den färdigsydd eftersom modellen skulle vara så rak och inte figursydd.
För män kom också den mer “informella” klädedräkten samt sportkostymen under 1870-1880-talet. Den mer informella klädseln kom ursprungligen från England och var början till det som senare kom att bli fritidskläder. Denna mer “informella” klädedräkt kunde bestå av bland annat plommonstopet och mer “lediga” kavajkostymer.
Runt 1860-talet blev fritidsaktiviteter vanligare, exempelvis cykling, och därmed uppstod behovet av en klädedräkt som var mer slitstark, inte så ömtålig och som det gick att röra sig mer fritt i. Resultatet blev sportkostymen. Låga knytskor, tweedmaterial och sportkeps kunde vara delar av en sportkostym.

## Skor
Skotillverkning har sedan dess begynnelse gjorts för hand och skomakaryrket har uppkommit utifrån detta. Men under slutet av 1800-talet mekaniserades skotillverkningen och när man med hjälp av maskiner började göra skor gick det mycket snabbare.

Under 1800-talet var bland annat kängor och stövlar några av de vanligaste skovarianterna.

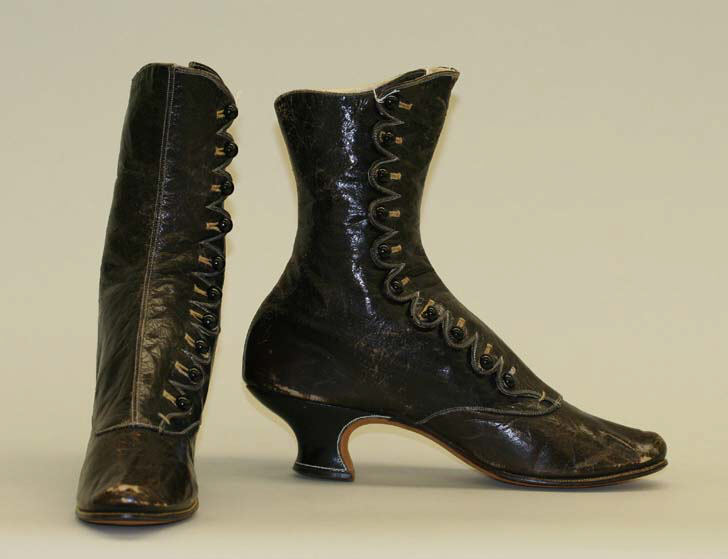
Ett par kängor från 1883

Kängor var en av de stora skomodellerna under denna tidsperiod. Kvinnorna hade exempelvis kängor med klack och höga skaft när de skulle vara fina, ju högre skaft desto finare ansågs det vara. Modet på kängorna från och med 1880-talet blev att tåpartiet skulle vara mer spetsigt och rundat och därmed slutade den kantiga tån på kängor att användas.
Stövlar har länge använts vid exempelvis jakt och som skor till uniformer. Stövlar har ansetts vara en ganska statuslagd typ av skor men under andra delen av 1800-talet började de användas av gemene man för att det ansågs vara en praktisk skomodell. Stövlar började under andra hälften av 1800-talet att användas som mer som en sko för olika arbeten.
Om man bortser från vilka skomodeller som var moderna under slutet av 1800-talet fanns det också speciella sätt att göra skor på. Det var nämligen mode att skorna skulle knarra, och ju mer knarr ens skor hade, desto finare ansågs man vara. Knarret gjorde att det hördes när man kom och det gick att beställa skor "med knarr i" hos skomakaren.

## Klädvård
Oavsett att den industriella revolutionen tog fart i Sverige under 1800-talet och att massproduktion av kläder blev vanligare än tidigare så ansågs kläder fortfarande vara en värdefull vara. Kläder värderades högt och vårdades därefter. Man skilde på vardagskläder och finkläder och kläder kunde till exempel användas som ett betalningsmedel. Kläder från dödsbon och liknande ansågs vara värdefulla och kunde säljas om de inte ärvdes av den avlidnes barn eller liknande. 
I och med att kläder ansågs vara en så fin vara så förekom det ofta att man sydde om sina befintliga kläder, istället för att köpa nya, när modet ändrades. Antingen kunde man förändra det befintliga plagget eller sprätta isär det för att använda tyget till något nytt.

## Bilder

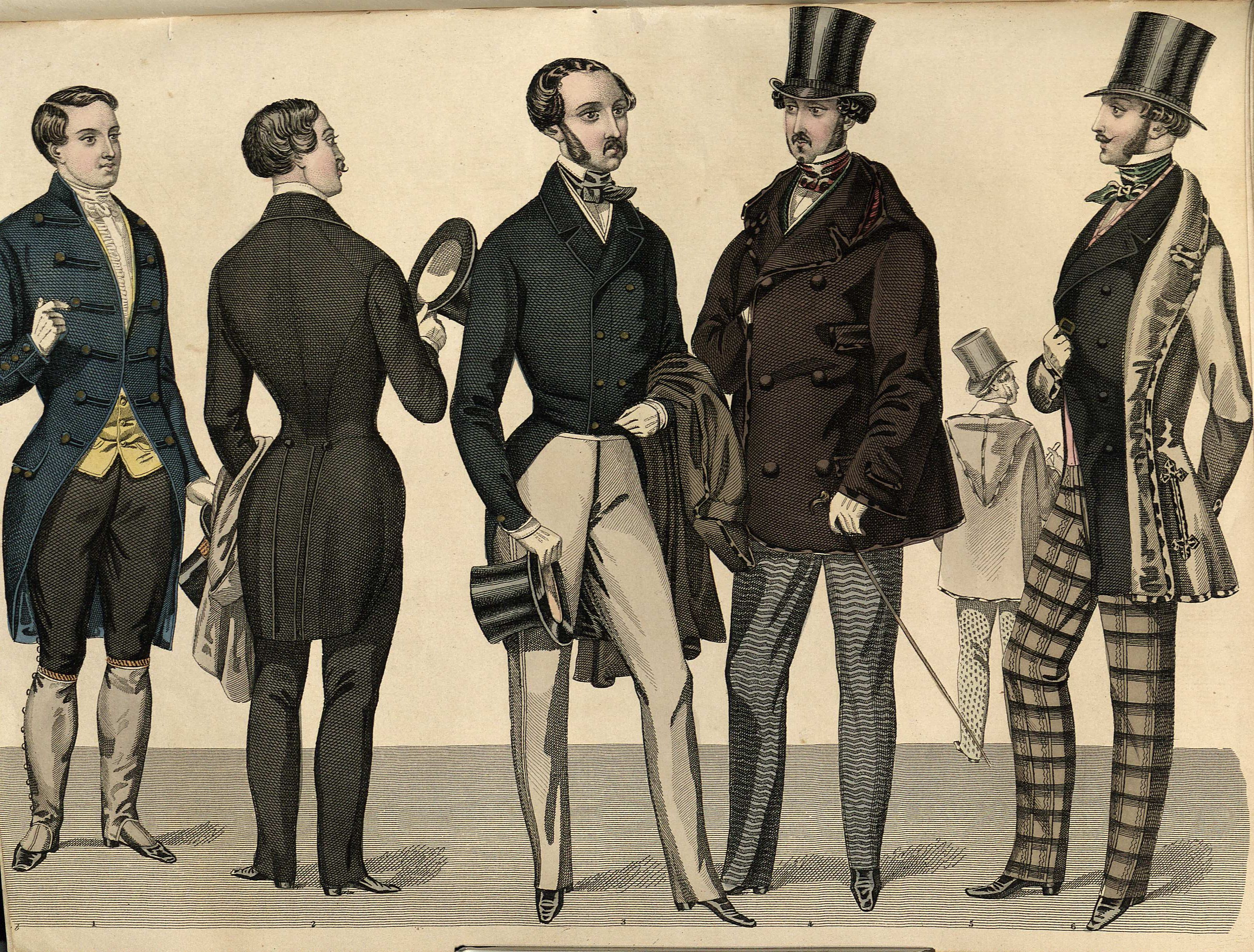
Stockholms mode-journal- Tidskrift för den eleganta werlden 1851, illustration nr 2
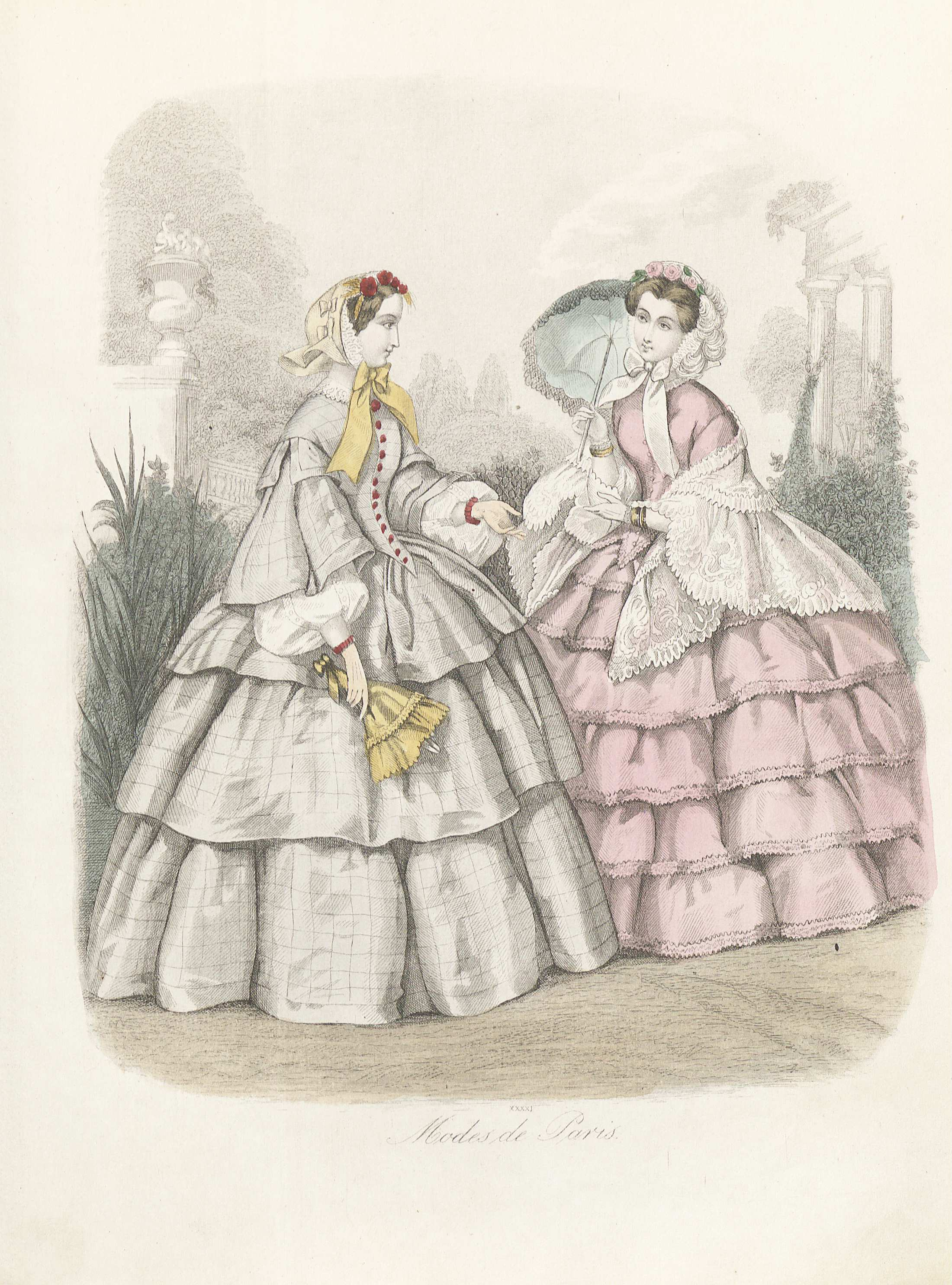
Krinolinklänningar i Nyaste journal för damer 1858, illustration nr 17
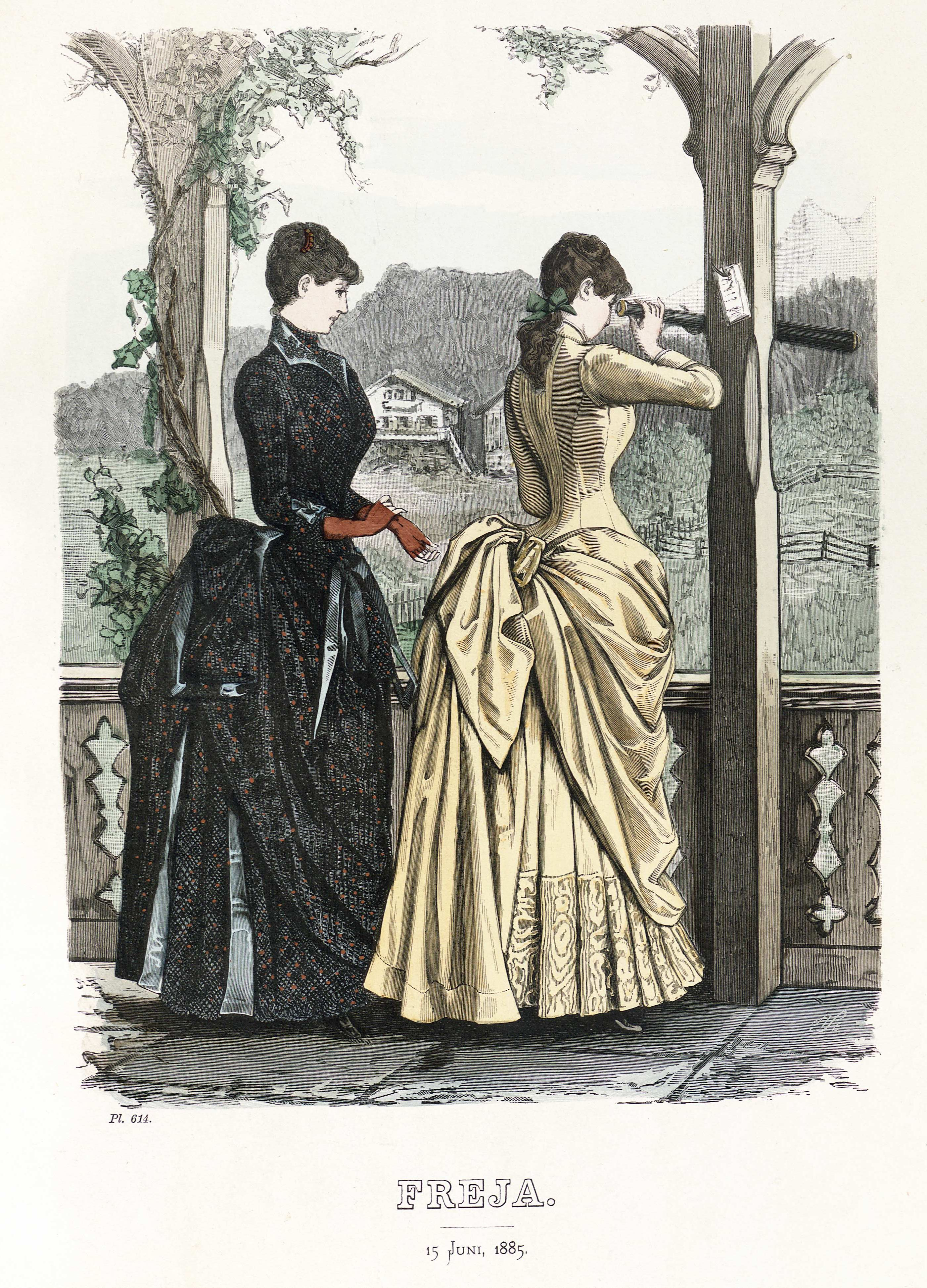
Freja- illustrerad skandinavisk modetidning 1885, illustration nr 12
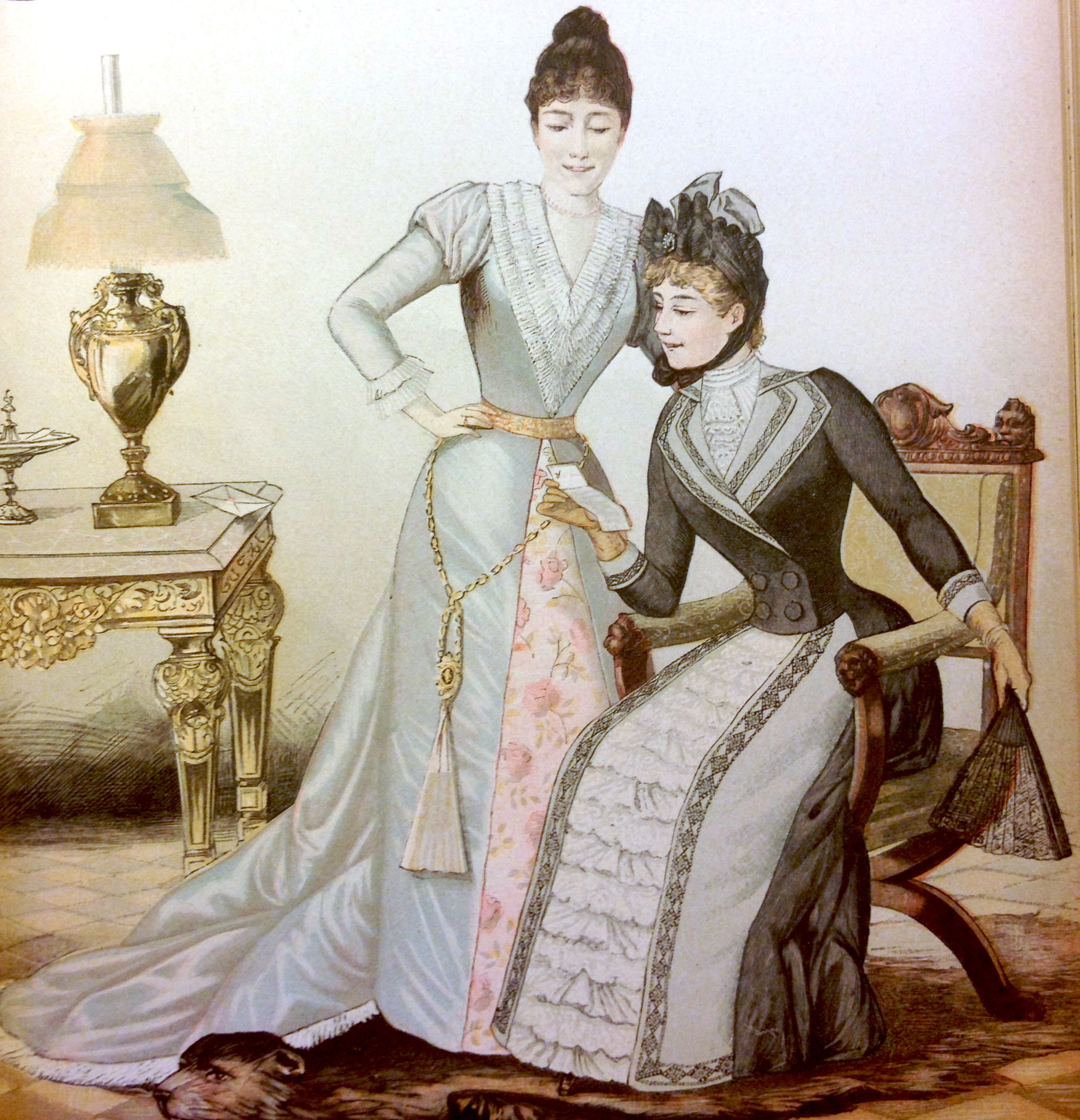
Årgång 1889, nummer 19.